# ハイヌミカゼ
『ハイヌミカゼ』は、日本の歌手元ちとせの1枚目のオリジナルアルバムである。2002年7月10日発売。発売元はエピックレコードジャパン。規格品番はESCL-2320。

## 概要
- 1stシングル「ワダツミの木」に続いてオリコン1位を獲得した。1stシングルと1stアルバムが共にオリコン1位を獲得したのは史上13人目、女性ではKiroro以来、フォーク・ロック系のソロ歌手では久保田早紀以来となった[1]。
- 第44回日本レコード大賞ベストアルバム賞受賞。

## 収録曲
1. サンゴ十五夜
作詞：元ちとせ、HUSSY_R / 作曲：間宮工
2. ワダツミの木
作詞・作曲・編曲：上田現
1stシングル
3. 夏の宴
作詞：HUSSY_R / 作曲：間宮工
4. ひかる・かいがら
作詞：HUSSY_R / 作曲：山崎まさよし
2012年に山崎まさよしがシングル「アフロディーテ」（UPCH-80280）でセルフカバーをした。
5. 心神雷火
作詞：HUSSY_R / 作曲：間宮工
6. 37.6
作詞：HUSSY_R / 作曲：間宮工
7. 初恋
作詞：HUSSY_R / 作曲：肝沢幅二
8. ハイヌミカゼ
作詞・作曲：上田現
このアルバムのタイトルにもなっている一曲。
9. 君ヲ想フ
作詞：元ちとせ、HUSSY_R / 作曲：ハシケン / 編曲：間宮工
2ndシングル
10. 凛とする
作詞：HUSSY_R / 作曲：Eric Mouquet
3rdシングル「この街」にストリングスバージョンを収録。

## 演奏
- 元ちとせ
  - Vocal
  - Percussion (#4)
- 間宮工
  - Acoustic Guitar (#1.3.5.7.9)
  - Programming (#1.3.5.6.7.9)
  - Electric Guitar (#3.6.7.9)
  - Percussion (#4)
  - Piano (#6)
  - Bass (#7)
  - Mandolin (#9)
- 沼澤尚：Drums (#1.3.5)
- 藤井珠緒
  - Marimba & Udu (#1)
  - Tambourine (#3)
  - Percussion (#5)
- 上田現
  - Keyboards & Programming (#2.8)
  - Sax (#2)
- 奥村大
  - Acoustic Guitar (#2)
  - Electric Guitar (#2.8)
- 石川具幸：Bass (#2)
- 杉野寿之：Drums (#2.8)
- 平田直樹：Trumpet (#2)
- 増井朗人：Trombone (#2)
- 佐久間順平：Violin (#2.8)
- 根岸孝旨：Bass (#3.5.9)
- 森俊之
  - Nord Lead (#3.5)
  - Piano (#5)
- 山崎まさよし：Acoustic Guitar, Bass, Drums, Percussion, Programming (#4)
- 四家卯大：Cello (#4)
- 橋本歩：Cello (#6)
- あらきゆうこ：Drums (#7.9)
- MECKEN：Bass (#8)
- 八尋トモヒロ：Percussion (#8)
- アマルトウジン：馬頭琴 (#8)
- ライオン・メリィ：Accordion (#9)
- Eric Mouquet：Keyboards, Programming (#10)
- Xavier Derouin：Acoustic Guitar (#10)
- David Fall：Drums (#10)